# 四次方程式
四次方程式（よじほうていしき、quartic equation）とは、次数が 4 である代数方程式のことである。この項目では主に一変数の四次方程式を扱う。

## 概要
一変数の四次方程式は
a4 x4 + a3 x3 + a2 x2 + a1 x + a0 = 0 (a4 ≠ 0)
の形で表現される。a4 で割り
x4 + A3 x3 + A2 x2 + A1 x + A 0 = 0 ({\displaystyle A_{n}={\frac {a_{n}}{a_{4}}}})
の形にしても解は変わらないのでこの形で論じられることが多い。
一般的な四次方程式の解法は、ジェロラモ・カルダーノの弟子であるルドヴィコ・フェラーリによって発見され、カルダノの著書『アルス・マグナ』で概要が述べられた。カルダノは x, x2, x3 をそれぞれ、線分の長さ、一辺の長さが x の正方形の面積、一辺の長さが x の立方体の体積と対応させてとらえ、4次以上の方程式には意味がないと考えていたため、三次方程式と違って詳細には述べられていない。
しかし、カルダノの死後、ルネ・デカルトは著書『方法序説』の試論の一つである『幾何学』において定規とコンパスによる作図を論じ、長さ x の線分、長さ y の線分、長さ 1 の線分から長さ x y の線分が得られることを示している。これによると、長さ x の線分と長さ 1 の線分から長さ xn（n は任意の自然数）の線分の作図が可能であることが分かるため 4 次以上の方程式を解くことにも幾何学的な意味を与えることは可能であり、カルダノの捉え方は不十分であったことが分かる。
その後、四次方程式は三次方程式と同様に様々な解法が発見され、五次方程式の代数的解法の探索と合わせて詳細な研究が進められた。

## 複二次式
四次方程式の内奇数次の項が無い
a4 x4 + a2 x2 + a0 = 0 (a4 ≠ 0)
の形の式は x2 を変数とする二次方程式と見ることができ、複二次方程式 (biquadratic equation)、左辺は複二次式と呼ばれる。二次方程式の解法を知っていれば簡単に解くことができる。
y = x2 と変換することで y に関する二次方程式
a4 y2 + a2 y + a0 = 0
を得ることができ、この二次方程式を解くことによって解を求められる。
また、実数を係数とする複二次式
x4 + A2 x2 + A0
に対して、次のような二次式の積への因数分解もよく行われる。x2 の二次方程式とみたときの判別式
D = A22 − 4A0
の符号によって
D > 0 であれば x2 について平方完成することにより
{\displaystyle x^{4}+A_{2}x^{2}+A_{0}=\left(x^{2}+{A_{2} \over 2}\right)^{2}-{\frac {{A_{2}}^{2}-4A_{0}}{4}}}
D < 0 であれば A0 > 0 であることに注意して
{\displaystyle x^{4}+A_{2}x^{2}+A_{0}=\left(x^{2}+{\sqrt {A_{0}}}\right)^{2}-\left(2{\sqrt {A_{0}}}-A_{2}\right)x^{2}}
と変形すれば、いずれの場合も因数分解の公式
α2 − β2 = (α + β) (α − β)
を利用して実数を係数とする二次式の積に因数分解できる。

## 解の様子
四次方程式は、代数学の基本定理より、高々4個の複素数解を持つ。
四次方程式 ax4 + bx3 + cx2 + dx + e = 0 の判別式は
{\displaystyle {\begin{aligned}\Delta =\;&256a^{3}e^{3}-192a^{2}bde^{2}-128a^{2}c^{2}e^{2}+144a^{2}cd^{2}e-27a^{2}d^{4}\\&\ +144ab^{2}ce^{2}-6ab^{2}d^{2}e-80abc^{2}de+18abcd^{3}+16ac^{4}e\\&\ -4ac^{3}d^{2}-27b^{4}e^{2}+18b^{3}cde-4b^{3}d^{3}-4b^{2}c^{3}e+b^{2}c^{2}d^{2}\end{aligned}}}
によって与えられ、係数によって定まる以下の4個の定数によってさらに詳細な情報が得られる。
{\displaystyle {\begin{aligned}P&=8ac-3b^{2}\\R&=b^{3}+8a^{2}d-4abc\\\Delta _{0}&=c^{2}-3bd+12ae\\D&=64a^{3}e-16a^{2}c^{2}+16ab^{2}c-16a^{2}bd-3b^{4}\end{aligned}}}
Δ, P, R, Δ0, D に関して、以下の事実が成立する。
1. Δ < 0 のとき、異なる2個の実数解と1組の共役複素数解を持つ。
2. Δ > 0 のとき、
  1. P < 0 かつ D < 0 ならば、相異なる4個の実数解を持つ。
  2. P > 0 または D > 0 ならば、2組の共役複素数解を持つ。
3. Δ = 0 のときにのみ、方程式は重解を持ち、
  1. P < 0 かつ D < 0 かつ Δ0 ≠ 0 ならば、1個の実数二重解と、異なる2個の重複度 1 の実数解を持つ。
  2. D > 0 または（P < 0 かつ（D, R のどちらかが0でない））ならば、1個の実数二重解と、1組の共役複素数解を持つ。
  3. Δ0 = 0 かつ D ≠ 0ならば、1個の実数三重解と、1個の重複度 1 の実数解を持つ。
  4. D = 0 のとき、
    1. P < 0 ならば、異なる 2個の実数二重解を持つ。
    2. P < 0 かつ R = 0 ならば、1組の共役複素数である、異なる 2個の虚数二重解を持つ。
    3. Δ0 = 0 ならば、−b/4a を実数四重解として持つ。

以上には、例えば Δ > 0 かつ P·D < 0 である場合などが記されていない。しかし、このような組み合わせは実際には存在しない。

## フェラーリの解法
フェラーリの解法は、一般的な四次方程式の解法のうちで最初に与えられた解法である。四次方程式
a4 x4 + a3 x3 + a2 x2 + a1 x + a0 = 0 (a4 ≠ 0)
を a4 で割り
x4 + A3 x3 + A2 x2 + A1 x + A0 = 0
の形にする。({\displaystyle A_{n}={\frac {a_{n}}{a_{4}}}})
{\displaystyle B_{3}:={\frac {A_{3}}{4}}}
とし
x = y − B3
によって変数変換を行うと
y4 + (A2 − 6 B32) y2 + (A1 − 2 A2 B3 + 8 B33) y + (A0 − A1 B3 + A2 B32 − 3 B34) = 0
となり、3次の項が消えた方程式が得られる。見やすいように
y4 + p y2 + q y + r = 0
と書く。q = 0 の時は、複二次式として解けばよいので、以後は q ≠ 0 とする。
媒介変数 u ≠ 0 を用い
{\displaystyle \left(y^{2}+{\frac {p+u}{2}}\right)^{2}-u\left(y-{\frac {q}{2u}}\right)^{2}=0}
と変形する。ここで上式を展開し係数を比較すると、u の三次方程式
u (p + u)2 − 4 r u = q2
が得られる。このような補助的な方程式を、与えられた四次方程式に関する三次分解方程式(resolvent cubic equation) という。q ≠ 0 なので、この分解方程式の解は u ≠ 0 を満たしており、この解の一つを u として取る。また、求める四次方程式は
{\displaystyle \left\{\left(y^{2}+{\frac {p+u}{2}}\right)+\left({\sqrt {u}}y-{\frac {q}{2{\sqrt {u}}}}\right)\right\}\left\{\left(y^{2}+{\frac {p+u}{2}}\right)-\left({\sqrt {u}}y-{\frac {q}{2{\sqrt {u}}}}\right)\right\}=0}
となり、この2つの二次方程式から、四次方程式の解を求めることができる。

## デカルトの方法
デカルトは、著書『方法序説』の試論の一つである『幾何学』において四次方程式
y4 + p y2 + q y + r = 0
を解くために、二次式による因数分解
y4 + p y2 + q y + r = (y2 + c1 y + c0) (y2 + d1 y + d0)
を仮定した方法を奨めた。係数を比較すると
c1 + d1 = 0
c0 + d0 + c1 d1 = p
c1 d0 + c0 d1 = q
c0 d0 = r
が得られる。上の 3 つの式から
d1 = − c1
2 c0 c1 = c13 + p c1 − q
2 d0 c1 = c13 + p c1 + q
が得られる。
4 c12 r = 4 c12 c0 d0 = (2 c0 c1)(2 d0 c1) = (c13 + p c1 − q)(c13 + p c1 + q)
であるから
c12( c12 + p)2 - q2 = 4 c12 r
という、c1 に関する六次方程式が得られる。偶数次の項しか無いので u = c12 とでもおけば
u( u + p)2 − q2 = 4 r u
という u に関する三次方程式が得られる。この方程式は、フェラーリの方法で得たのと同じ三次分解方程式であり、これを解くことによって、元の方程式の解が得られる。

## オイラーの方法
レオンハルト・オイラーは、三次方程式や四次方程式の解法をいくつか発見した。ここに述べる方法もオイラーの方法と呼ばれる解法の一つである。
(x + a + b + c) (x + a − b − c) (x − a + b − c) (x − a − b + c)
= {(x + a)2 − (b + c)2}{(x − a)2 − (b − c)2}
= (x2 − a2)2 + (b2 − c2)2 − (x + a)2 (b − c)2 − (x − a)2 (b + c)2
= x4 + a4 + b4 + c4 − 2 (x2 a2 + x2 b2 + x2 c2 + a2 b2 + b2 c2 + c2 a2) + 8 x a b c
= x4 − 2 (a2 + b2 + c2) x2 + 8 a b c x + a4 + b4 + c4 − 2 (a2 b2 + b2 c2 + c2 a2)
という等式を用いると、x を未知数とする四次方程式
x4 − 2 (a2 + b2 + c2) x2 + 8 a b c x + a4 + b4 + c4 − 2 (a2 b2 + b2 c2 + c2 a2) = 0
の4個の解は
− a − b − c, − a + b + c, a − b + c, a + b − c
であることが分かる。
この方程式と、3 次の項の消えた四次方程式
x4 + p x2 + q x + r = 0
の係数を比べ、p, q, r から a, b, c を求めることができれば、3 次の項の消えた四次方程式の解は上にあるように 4 つ求まる。
実際に係数を比べてみれば
p = − 2 (a2 + b2 + c2)
q = 8 a b c
r = a4 + b4 + c4 − 2 (a2 b2 + b2 c2 + c2 a2) = (a2 + b2 + c2)2 − 4 (a2 b2 + b2 c2 + c2 a2)
ここで f0 = (2a)2, f1 = (2b)2, f2 = (2c)2 とおけば
f0 + f1 + f2 = −2p
f0 f1 + f1 f2 + f2 f0 = p2 − 4 r
f0 f1 f2 = q2
となり、根と係数の関係により f0, f1, f2 は三次方程式
f3 + 2 p f2 + (p2 − 4 r) f − q2 = 0
の解であり、これもフェラーリの方法に現れた三次分解方程式である。この三次方程式を解くことによって a, b, c が得られる。
ただし、 a, b, c の符号を、abc の符号がqの符号と一致するように決める必要がある点は、要注意である。実際には、(bcが0でない事を確認した上で)a = q / (8 b c)でaを求めることで、自動的にこの問題を回避可能である。

## ラグランジュの方法
ジョゼフ＝ルイ・ラグランジュは、既に知られていた三次方程式や四次方程式の解法を、いろいろな視点から詳しく調べ上げた。ここで述べるのは、ラグランジュによるフェラーリの方法の解釈であり、現代的に言えば対称群を用いた方法である。
フェラーリの方法において、四次方程式は
y4 + p y2 + q y + r = 0
の形に変形される。この方程式の 4 つの解を r0, r1, r2, r3 とする。三次分解式を解くことで四次方程式は、 2 つの二次方程式
{\displaystyle y^{2}+{\frac {p+u}{2}}=\pm \left({\sqrt {u}}y-{\frac {q}{2{\sqrt {u}}}}\right)}
すなわち
{\displaystyle y^{2}+{\frac {p+u}{2}}\pm {\frac {q}{2{\sqrt {u}}}}=\pm {\sqrt {u}}y\Leftrightarrow y^{2}+{\frac {1}{2}}\left(p+u\pm {\frac {q}{\sqrt {u}}}\right)=\pm {\sqrt {u}}y}
に分解することができた。
{\displaystyle y^{2}+{\frac {1}{2}}\left(p+u+{\frac {q}{\sqrt {u}}}\right)={\sqrt {u}}y}
は、元の四次方程式の 4 つの解のうちの 2 つを解とするが、これをとりあえず r0, r1 の 2 つとしたとき、
{\displaystyle y^{2}+{\frac {1}{2}}\left(p+u-{\frac {q}{\sqrt {u}}}\right)=-{\sqrt {u}}y}
の解は r2, r3 となり、根と係数の関係から
{\displaystyle r_{0}+r_{1}={\sqrt {u}}}
{\displaystyle r_{2}+r_{3}=-{\sqrt {u}}}
したがって
(r0 + r1) (r2 + r3) = − u
便宜上
{\displaystyle y^{2}+{\frac {1}{2}}\left(p+u+{\frac {q}{\sqrt {u}}}\right)={\sqrt {u}}y}
の解を r0, r1 としたが、解の並び方はいろいろ考えられる。 rm と rn を入れ替える互換を σm,n と書けば、例えば
σ0,1 (r0 + r1) (r2 + r3) = (r0 + r1) (r2 + r3)
σ0,2 (r0 + r1) (r2 + r3) = (r2 + r1) (r0 + r3)
など、一般には異なる値を取ることになる。このように調べていくと 4 つの解の並び方は 4! = 24 通りあるが
(r0 + r1) (r2 + r3) = − u
の値は、最初の解の並べ方によって
s0 = (r0 + r1) (r2 + r3)
s1 = (r0 + r2) (r1 + r3)
s2 = (r0 + r3) (r1 + r2)
の 3 通りとなる。
例えば、互換 σ0,1 を作用させると、
σ0,1 s0 = s0
σ&0,1 s1 = s2
σ0,1 s2 = s1
となる。
一般に、互換 σm,n は s0, s1, s2 の並べ替えしかしないため s0, s1, s2 に関する基本対称式
s0 + s1 + s2
s0 s1 + s1 s2 + s2 s0
s0 s1 s2
は、互換 σm,n によって不変であり、 r0, r1, r2, r3 の基本対称式で書けることになる。
すなわち s0, s1, s2 の基本対称式は、最初に考えた四次方程式の係数 p, q, r で書ける。
以上のことから
u = − (r0 + r1) (r2 + r3)
は、根の並べ方によって 3 つの値 − s0, − s1, − s2 をとり、これらを解とする方程式
(u + s0) (u + s1) (u + s2) = 0
の左辺は u についての多項式として展開すると、その係数が p, q, r の多項式として書ける式である。この u に関する三次方程式こそ、フェラーリの方法で三次分解方程式として求められた方程式に他ならない。
このようにしてラグランジュは、四次方程式を解くための補助方程式である三次分解方程式の解が、元の四次方程式の解の多項式で書けることを発見し、補助方程式の次数が三次である理由を、根の置換という立場からはっきりと示した。
このような式は他にもあり
{\displaystyle t_{0}=\left(r_{0}+r_{1}\right)-\left(r_{2}+r_{3}\right)}
{\displaystyle t_{1}=\left(r_{0}+r_{2}\right)-\left(r_{1}+r_{3}\right)}
{\displaystyle t_{2}=\left(r_{0}+r_{3}\right)-\left(r_{1}+r_{2}\right)}
とすれば、{\displaystyle {t_{0}}^{2},{t_{1}}^{2},{t_{2}}^{2}} を解とする三次方程式で四次方程式を解くこともできる。ラグランジュは補助方程式の解を用いて、問題の方程式の解の公式を表現するのとは逆に、補助方程式の解を、元の方程式の解の整式（あるいは一般に有理式）として書けることが代数的に解ける理由と考え、特に
{\displaystyle u=r_{0}+ir_{1}-r_{2}-ir_{3}}
の形の式、さらに一般に、n次方程式であれば 1の原始n乗根{\displaystyle \zeta _{n}} を用いて
{\displaystyle u=\sum _{k=0}^{n-1}{\zeta _{n}}^{k}r_{k}=r_{0}+\zeta _{n}r_{1}+{\zeta _{n}}^{2}r_{2}+\cdots +{\zeta _{n}}^{n-2}r_{n-2}+{\zeta _{n}}^{n-1}r_{n-1}}
の形の式の性質を詳しく調べたが、五次以上の代数方程式の代数的解法の発見には至らなかった。この形の式をラグランジュの分解式 (Lagrange resolvent) という。
五次以上の代数方程式の代数的解法の存在については、パオロ・ルフィニ、オーギュスタン＝ルイ・コーシー、ニールス・アーベルらの研究がアーベル-ルフィニの定理として結実し、否定されることになるが、彼らの研究は、このようなラグランジュの研究を源流としている。

## 解の公式（全文）
4次方程式
{\displaystyle a_{4}x^{4}+a_{3}x^{3}+a_{2}x^{2}+a_{1}x+a_{0}=0\quad (a_{4}\neq 0)}
の解の公式は以下の通りである：
{\displaystyle {\begin{aligned}x_{1}=&\color {Red}{-{\frac {a_{3}}{4a_{4}}}}\\&-{\frac {1}{2}}{\sqrt {\color {Blue}{{\frac {a_{3}^{2}}{4a_{4}^{2}}}+{\frac {\sqrt[{3}]{2a_{2}^{3}-9a_{1}a_{3}a_{2}-72a_{0}a_{4}a_{2}+27a_{0}a_{3}^{2}+27a_{1}^{2}a_{4}+{\sqrt {\left(2a_{2}^{3}-9a_{1}a_{3}a_{2}-72a_{0}a_{4}a_{2}+27a_{0}a_{3}^{2}+27a_{1}^{2}a_{4}\right){}^{2}-4\left(a_{2}^{2}-3a_{1}a_{3}+12a_{0}a_{4}\right){}^{3}}}}}{3{\sqrt[{3}]{2}}a_{4}}}+{\frac {{\sqrt[{3}]{2}}\left(a_{2}^{2}-3a_{1}a_{3}+12a_{0}a_{4}\right)}{3a_{4}{\sqrt[{3}]{2a_{2}^{3}-9a_{1}a_{3}a_{2}-72a_{0}a_{4}a_{2}+27a_{0}a_{3}^{2}+27a_{1}^{2}a_{4}+{\sqrt {\left(2a_{2}^{3}-9a_{1}a_{3}a_{2}-72a_{0}a_{4}a_{2}+27a_{0}a_{3}^{2}+27a_{1}^{2}a_{4}\right){}^{2}-4\left(a_{2}^{2}-3a_{1}a_{3}+12a_{0}a_{4}\right){}^{3}}}}}}}-{\frac {2a_{2}}{3a_{4}}}}}}\\&-{\frac {1}{2}}{\sqrt {\color {Green}{{\frac {a_{3}^{2}}{2a_{4}^{2}}}-{\frac {\sqrt[{3}]{2a_{2}^{3}-9a_{1}a_{3}a_{2}-72a_{0}a_{4}a_{2}+27a_{0}a_{3}^{2}+27a_{1}^{2}a_{4}+{\sqrt {\left(2a_{2}^{3}-9a_{1}a_{3}a_{2}-72a_{0}a_{4}a_{2}+27a_{0}a_{3}^{2}+27a_{1}^{2}a_{4}\right){}^{2}-4\left(a_{2}^{2}-3a_{1}a_{3}+12a_{0}a_{4}\right){}^{3}}}}}{3{\sqrt[{3}]{2}}a_{4}}}-{\frac {{\sqrt[{3}]{2}}\left(a_{2}^{2}-3a_{1}a_{3}+12a_{0}a_{4}\right)}{3a_{4}{\sqrt[{3}]{2a_{2}^{3}-9a_{1}a_{3}a_{2}-72a_{0}a_{4}a_{2}+27a_{0}a_{3}^{2}+27a_{1}^{2}a_{4}+{\sqrt {\left(2a_{2}^{3}-9a_{1}a_{3}a_{2}-72a_{0}a_{4}a_{2}+27a_{0}a_{3}^{2}+27a_{1}^{2}a_{4}\right){}^{2}-4\left(a_{2}^{2}-3a_{1}a_{3}+12a_{0}a_{4}\right){}^{3}}}}}}}-{\frac {-{\frac {a_{3}^{3}}{a_{4}^{3}}}+{\frac {4a_{2}a_{3}}{a_{4}^{2}}}-{\frac {8a_{1}}{a_{4}}}}{4{\sqrt {{\frac {a_{3}^{2}}{4a_{4}^{2}}}+{\frac {\sqrt[{3}]{2a_{2}^{3}-9a_{1}a_{3}a_{2}-72a_{0}a_{4}a_{2}+27a_{0}a_{3}^{2}+27a_{1}^{2}a_{4}+{\sqrt {\left(2a_{2}^{3}-9a_{1}a_{3}a_{2}-72a_{0}a_{4}a_{2}+27a_{0}a_{3}^{2}+27a_{1}^{2}a_{4}\right){}^{2}-4\left(a_{2}^{2}-3a_{1}a_{3}+12a_{0}a_{4}\right){}^{3}}}}}{3{\sqrt[{3}]{2}}a_{4}}}+{\frac {{\sqrt[{3}]{2}}\left(a_{2}^{2}-3a_{1}a_{3}+12a_{0}a_{4}\right)}{3a_{4}{\sqrt[{3}]{2a_{2}^{3}-9a_{1}a_{3}a_{2}-72a_{0}a_{4}a_{2}+27a_{0}a_{3}^{2}+27a_{1}^{2}a_{4}+{\sqrt {\left(2a_{2}^{3}-9a_{1}a_{3}a_{2}-72a_{0}a_{4}a_{2}+27a_{0}a_{3}^{2}+27a_{1}^{2}a_{4}\right){}^{2}-4\left(a_{2}^{2}-3a_{1}a_{3}+12a_{0}a_{4}\right){}^{3}}}}}}}-{\frac {2a_{2}}{3a_{4}}}}}}}-{\frac {4a_{2}}{3a_{4}}}}}}\\\\\end{aligned}}}
{\displaystyle {\begin{aligned}x_{2}=&\color {Red}{-{\frac {a_{3}}{4a_{4}}}}\\&-{\frac {1}{2}}{\sqrt {\color {Blue}{{\frac {a_{3}^{2}}{4a_{4}^{2}}}+{\frac {\sqrt[{3}]{2a_{2}^{3}-9a_{1}a_{3}a_{2}-72a_{0}a_{4}a_{2}+27a_{0}a_{3}^{2}+27a_{1}^{2}a_{4}+{\sqrt {\left(2a_{2}^{3}-9a_{1}a_{3}a_{2}-72a_{0}a_{4}a_{2}+27a_{0}a_{3}^{2}+27a_{1}^{2}a_{4}\right){}^{2}-4\left(a_{2}^{2}-3a_{1}a_{3}+12a_{0}a_{4}\right){}^{3}}}}}{3{\sqrt[{3}]{2}}a_{4}}}+{\frac {{\sqrt[{3}]{2}}\left(a_{2}^{2}-3a_{1}a_{3}+12a_{0}a_{4}\right)}{3a_{4}{\sqrt[{3}]{2a_{2}^{3}-9a_{1}a_{3}a_{2}-72a_{0}a_{4}a_{2}+27a_{0}a_{3}^{2}+27a_{1}^{2}a_{4}+{\sqrt {\left(2a_{2}^{3}-9a_{1}a_{3}a_{2}-72a_{0}a_{4}a_{2}+27a_{0}a_{3}^{2}+27a_{1}^{2}a_{4}\right){}^{2}-4\left(a_{2}^{2}-3a_{1}a_{3}+12a_{0}a_{4}\right){}^{3}}}}}}}-{\frac {2a_{2}}{3a_{4}}}}}}\\&+{\frac {1}{2}}{\sqrt {\color {Green}{{\frac {a_{3}^{2}}{2a_{4}^{2}}}-{\frac {\sqrt[{3}]{2a_{2}^{3}-9a_{1}a_{3}a_{2}-72a_{0}a_{4}a_{2}+27a_{0}a_{3}^{2}+27a_{1}^{2}a_{4}+{\sqrt {\left(2a_{2}^{3}-9a_{1}a_{3}a_{2}-72a_{0}a_{4}a_{2}+27a_{0}a_{3}^{2}+27a_{1}^{2}a_{4}\right){}^{2}-4\left(a_{2}^{2}-3a_{1}a_{3}+12a_{0}a_{4}\right){}^{3}}}}}{3{\sqrt[{3}]{2}}a_{4}}}-{\frac {{\sqrt[{3}]{2}}\left(a_{2}^{2}-3a_{1}a_{3}+12a_{0}a_{4}\right)}{3a_{4}{\sqrt[{3}]{2a_{2}^{3}-9a_{1}a_{3}a_{2}-72a_{0}a_{4}a_{2}+27a_{0}a_{3}^{2}+27a_{1}^{2}a_{4}+{\sqrt {\left(2a_{2}^{3}-9a_{1}a_{3}a_{2}-72a_{0}a_{4}a_{2}+27a_{0}a_{3}^{2}+27a_{1}^{2}a_{4}\right){}^{2}-4\left(a_{2}^{2}-3a_{1}a_{3}+12a_{0}a_{4}\right){}^{3}}}}}}}-{\frac {-{\frac {a_{3}^{3}}{a_{4}^{3}}}+{\frac {4a_{2}a_{3}}{a_{4}^{2}}}-{\frac {8a_{1}}{a_{4}}}}{4{\sqrt {{\frac {a_{3}^{2}}{4a_{4}^{2}}}+{\frac {\sqrt[{3}]{2a_{2}^{3}-9a_{1}a_{3}a_{2}-72a_{0}a_{4}a_{2}+27a_{0}a_{3}^{2}+27a_{1}^{2}a_{4}+{\sqrt {\left(2a_{2}^{3}-9a_{1}a_{3}a_{2}-72a_{0}a_{4}a_{2}+27a_{0}a_{3}^{2}+27a_{1}^{2}a_{4}\right){}^{2}-4\left(a_{2}^{2}-3a_{1}a_{3}+12a_{0}a_{4}\right){}^{3}}}}}{3{\sqrt[{3}]{2}}a_{4}}}+{\frac {{\sqrt[{3}]{2}}\left(a_{2}^{2}-3a_{1}a_{3}+12a_{0}a_{4}\right)}{3a_{4}{\sqrt[{3}]{2a_{2}^{3}-9a_{1}a_{3}a_{2}-72a_{0}a_{4}a_{2}+27a_{0}a_{3}^{2}+27a_{1}^{2}a_{4}+{\sqrt {\left(2a_{2}^{3}-9a_{1}a_{3}a_{2}-72a_{0}a_{4}a_{2}+27a_{0}a_{3}^{2}+27a_{1}^{2}a_{4}\right){}^{2}-4\left(a_{2}^{2}-3a_{1}a_{3}+12a_{0}a_{4}\right){}^{3}}}}}}}-{\frac {2a_{2}}{3a_{4}}}}}}}-{\frac {4a_{2}}{3a_{4}}}}}}\\\\\end{aligned}}}
{\displaystyle {\begin{aligned}x_{3}=&\color {Red}{-{\frac {a_{3}}{4a_{4}}}}\\&+{\frac {1}{2}}{\sqrt {\color {Blue}{{\frac {a_{3}^{2}}{4a_{4}^{2}}}+{\frac {\sqrt[{3}]{2a_{2}^{3}-9a_{1}a_{3}a_{2}-72a_{0}a_{4}a_{2}+27a_{0}a_{3}^{2}+27a_{1}^{2}a_{4}+{\sqrt {\left(2a_{2}^{3}-9a_{1}a_{3}a_{2}-72a_{0}a_{4}a_{2}+27a_{0}a_{3}^{2}+27a_{1}^{2}a_{4}\right){}^{2}-4\left(a_{2}^{2}-3a_{1}a_{3}+12a_{0}a_{4}\right){}^{3}}}}}{3{\sqrt[{3}]{2}}a_{4}}}+{\frac {{\sqrt[{3}]{2}}\left(a_{2}^{2}-3a_{1}a_{3}+12a_{0}a_{4}\right)}{3a_{4}{\sqrt[{3}]{2a_{2}^{3}-9a_{1}a_{3}a_{2}-72a_{0}a_{4}a_{2}+27a_{0}a_{3}^{2}+27a_{1}^{2}a_{4}+{\sqrt {\left(2a_{2}^{3}-9a_{1}a_{3}a_{2}-72a_{0}a_{4}a_{2}+27a_{0}a_{3}^{2}+27a_{1}^{2}a_{4}\right){}^{2}-4\left(a_{2}^{2}-3a_{1}a_{3}+12a_{0}a_{4}\right){}^{3}}}}}}}-{\frac {2a_{2}}{3a_{4}}}}}}\\&-{\frac {1}{2}}{\sqrt {\color {Green}{{\frac {a_{3}^{2}}{2a_{4}^{2}}}-{\frac {\sqrt[{3}]{2a_{2}^{3}-9a_{1}a_{3}a_{2}-72a_{0}a_{4}a_{2}+27a_{0}a_{3}^{2}+27a_{1}^{2}a_{4}+{\sqrt {\left(2a_{2}^{3}-9a_{1}a_{3}a_{2}-72a_{0}a_{4}a_{2}+27a_{0}a_{3}^{2}+27a_{1}^{2}a_{4}\right){}^{2}-4\left(a_{2}^{2}-3a_{1}a_{3}+12a_{0}a_{4}\right){}^{3}}}}}{3{\sqrt[{3}]{2}}a_{4}}}-{\frac {{\sqrt[{3}]{2}}\left(a_{2}^{2}-3a_{1}a_{3}+12a_{0}a_{4}\right)}{3a_{4}{\sqrt[{3}]{2a_{2}^{3}-9a_{1}a_{3}a_{2}-72a_{0}a_{4}a_{2}+27a_{0}a_{3}^{2}+27a_{1}^{2}a_{4}+{\sqrt {\left(2a_{2}^{3}-9a_{1}a_{3}a_{2}-72a_{0}a_{4}a_{2}+27a_{0}a_{3}^{2}+27a_{1}^{2}a_{4}\right){}^{2}-4\left(a_{2}^{2}-3a_{1}a_{3}+12a_{0}a_{4}\right){}^{3}}}}}}}+{\frac {-{\frac {a_{3}^{3}}{a_{4}^{3}}}+{\frac {4a_{2}a_{3}}{a_{4}^{2}}}-{\frac {8a_{1}}{a_{4}}}}{4{\sqrt {{\frac {a_{3}^{2}}{4a_{4}^{2}}}+{\frac {\sqrt[{3}]{2a_{2}^{3}-9a_{1}a_{3}a_{2}-72a_{0}a_{4}a_{2}+27a_{0}a_{3}^{2}+27a_{1}^{2}a_{4}+{\sqrt {\left(2a_{2}^{3}-9a_{1}a_{3}a_{2}-72a_{0}a_{4}a_{2}+27a_{0}a_{3}^{2}+27a_{1}^{2}a_{4}\right){}^{2}-4\left(a_{2}^{2}-3a_{1}a_{3}+12a_{0}a_{4}\right){}^{3}}}}}{3{\sqrt[{3}]{2}}a_{4}}}+{\frac {{\sqrt[{3}]{2}}\left(a_{2}^{2}-3a_{1}a_{3}+12a_{0}a_{4}\right)}{3a_{4}{\sqrt[{3}]{2a_{2}^{3}-9a_{1}a_{3}a_{2}-72a_{0}a_{4}a_{2}+27a_{0}a_{3}^{2}+27a_{1}^{2}a_{4}+{\sqrt {\left(2a_{2}^{3}-9a_{1}a_{3}a_{2}-72a_{0}a_{4}a_{2}+27a_{0}a_{3}^{2}+27a_{1}^{2}a_{4}\right){}^{2}-4\left(a_{2}^{2}-3a_{1}a_{3}+12a_{0}a_{4}\right){}^{3}}}}}}}-{\frac {2a_{2}}{3a_{4}}}}}}}-{\frac {4a_{2}}{3a_{4}}}}}}\\\\\end{aligned}}}
{\displaystyle {\begin{aligned}x_{4}=&\color {Red}{-{\frac {a_{3}}{4a_{4}}}}\\&+{\frac {1}{2}}{\sqrt {\color {Blue}{{\frac {a_{3}^{2}}{4a_{4}^{2}}}+{\frac {\sqrt[{3}]{2a_{2}^{3}-9a_{1}a_{3}a_{2}-72a_{0}a_{4}a_{2}+27a_{0}a_{3}^{2}+27a_{1}^{2}a_{4}+{\sqrt {\left(2a_{2}^{3}-9a_{1}a_{3}a_{2}-72a_{0}a_{4}a_{2}+27a_{0}a_{3}^{2}+27a_{1}^{2}a_{4}\right){}^{2}-4\left(a_{2}^{2}-3a_{1}a_{3}+12a_{0}a_{4}\right){}^{3}}}}}{3{\sqrt[{3}]{2}}a_{4}}}+{\frac {{\sqrt[{3}]{2}}\left(a_{2}^{2}-3a_{1}a_{3}+12a_{0}a_{4}\right)}{3a_{4}{\sqrt[{3}]{2a_{2}^{3}-9a_{1}a_{3}a_{2}-72a_{0}a_{4}a_{2}+27a_{0}a_{3}^{2}+27a_{1}^{2}a_{4}+{\sqrt {\left(2a_{2}^{3}-9a_{1}a_{3}a_{2}-72a_{0}a_{4}a_{2}+27a_{0}a_{3}^{2}+27a_{1}^{2}a_{4}\right){}^{2}-4\left(a_{2}^{2}-3a_{1}a_{3}+12a_{0}a_{4}\right){}^{3}}}}}}}-{\frac {2a_{2}}{3a_{4}}}}}}\\&+{\frac {1}{2}}{\sqrt {\color {Green}{{\frac {a_{3}^{2}}{2a_{4}^{2}}}-{\frac {\sqrt[{3}]{2a_{2}^{3}-9a_{1}a_{3}a_{2}-72a_{0}a_{4}a_{2}+27a_{0}a_{3}^{2}+27a_{1}^{2}a_{4}+{\sqrt {\left(2a_{2}^{3}-9a_{1}a_{3}a_{2}-72a_{0}a_{4}a_{2}+27a_{0}a_{3}^{2}+27a_{1}^{2}a_{4}\right){}^{2}-4\left(a_{2}^{2}-3a_{1}a_{3}+12a_{0}a_{4}\right){}^{3}}}}}{3{\sqrt[{3}]{2}}a_{4}}}-{\frac {{\sqrt[{3}]{2}}\left(a_{2}^{2}-3a_{1}a_{3}+12a_{0}a_{4}\right)}{3a_{4}{\sqrt[{3}]{2a_{2}^{3}-9a_{1}a_{3}a_{2}-72a_{0}a_{4}a_{2}+27a_{0}a_{3}^{2}+27a_{1}^{2}a_{4}+{\sqrt {\left(2a_{2}^{3}-9a_{1}a_{3}a_{2}-72a_{0}a_{4}a_{2}+27a_{0}a_{3}^{2}+27a_{1}^{2}a_{4}\right){}^{2}-4\left(a_{2}^{2}-3a_{1}a_{3}+12a_{0}a_{4}\right){}^{3}}}}}}}+{\frac {-{\frac {a_{3}^{3}}{a_{4}^{3}}}+{\frac {4a_{2}a_{3}}{a_{4}^{2}}}-{\frac {8a_{1}}{a_{4}}}}{4{\sqrt {{\frac {a_{3}^{2}}{4a_{4}^{2}}}+{\frac {\sqrt[{3}]{2a_{2}^{3}-9a_{1}a_{3}a_{2}-72a_{0}a_{4}a_{2}+27a_{0}a_{3}^{2}+27a_{1}^{2}a_{4}+{\sqrt {\left(2a_{2}^{3}-9a_{1}a_{3}a_{2}-72a_{0}a_{4}a_{2}+27a_{0}a_{3}^{2}+27a_{1}^{2}a_{4}\right){}^{2}-4\left(a_{2}^{2}-3a_{1}a_{3}+12a_{0}a_{4}\right){}^{3}}}}}{3{\sqrt[{3}]{2}}a_{4}}}+{\frac {{\sqrt[{3}]{2}}\left(a_{2}^{2}-3a_{1}a_{3}+12a_{0}a_{4}\right)}{3a_{4}{\sqrt[{3}]{2a_{2}^{3}-9a_{1}a_{3}a_{2}-72a_{0}a_{4}a_{2}+27a_{0}a_{3}^{2}+27a_{1}^{2}a_{4}+{\sqrt {\left(2a_{2}^{3}-9a_{1}a_{3}a_{2}-72a_{0}a_{4}a_{2}+27a_{0}a_{3}^{2}+27a_{1}^{2}a_{4}\right){}^{2}-4\left(a_{2}^{2}-3a_{1}a_{3}+12a_{0}a_{4}\right){}^{3}}}}}}}-{\frac {2a_{2}}{3a_{4}}}}}}}-{\frac {4a_{2}}{3a_{4}}}}}}\\\\\end{aligned}}}
式の一部を置き換えたことにより簡略化したもの
{\displaystyle {\begin{aligned}&a_{4}x^{4}+a_{3}x^{3}+a_{2}x^{2}+a_{1}x+a_{0}=0\quad (a_{4}\neq 0)\\\\&x_{1}={\color {Red}{-{\frac {a_{3}}{4a_{4}}}}}-{\frac {\sqrt {\color {Blue}{\begin{array}{|c|}\hline 2\\\hline \end{array}}}}{2}}-{\frac {\sqrt {\color {Green}{\begin{array}{|c|}\hline 4\\\hline \end{array}}}}{2}}\\&x_{2}={\color {Red}{-{\frac {a_{3}}{4a_{4}}}}}+{\frac {\sqrt {\color {Blue}{\begin{array}{|c|}\hline 2\\\hline \end{array}}}}{2}}-{\frac {\sqrt {\color {Green}{\begin{array}{|c|}\hline 4\\\hline \end{array}}}}{2}}\\&x_{3}={\color {Red}{-{\frac {a_{3}}{4a_{4}}}}}-{\frac {\sqrt {\color {Blue}{\begin{array}{|c|}\hline 1\\\hline \end{array}}}}{2}}+{\frac {\sqrt {\color {Green}{\begin{array}{|c|}\hline 4\\\hline \end{array}}}}{2}}\\&x_{4}={\color {Red}{-{\frac {a_{3}}{4a_{4}}}}}+{\frac {\sqrt {\color {Blue}{\begin{array}{|c|}\hline 1\\\hline \end{array}}}}{2}}+{\frac {\sqrt {\color {Green}{\begin{array}{|c|}\hline 4\\\hline \end{array}}}}{2}}\\\\&{\begin{array}{|l|}\hline {\begin{array}{|c|}\hline 1\\\hline \end{array}}\rightarrow \left({\frac {a_{3}^{2}}{2a_{4}^{2}}}-{\frac {2^{\frac {1}{3}}{\begin{array}{|c|}\hline 5\\\hline \end{array}}}{3{\begin{array}{|c|}\hline 8\\\hline \end{array}}^{\frac {1}{3}}a_{4}}}-{\frac {{\begin{array}{|c|}\hline 8\\\hline \end{array}}^{\frac {1}{3}}}{3{\sqrt[{3}]{2}}a_{4}}}-{\frac {4a_{2}}{3a_{4}}}\right)+{\frac {\begin{array}{|c|}\hline 3\\\hline \end{array}}{4{\sqrt {\begin{array}{|c|}\hline 4\\\hline \end{array}}}}}\\\hline {\begin{array}{|c|}\hline 2\\\hline \end{array}}\rightarrow \left({\frac {a_{3}^{2}}{2a_{4}^{2}}}-{\frac {2^{\frac {1}{3}}{\begin{array}{|c|}\hline 5\\\hline \end{array}}}{3{\begin{array}{|c|}\hline 8\\\hline \end{array}}^{\frac {1}{3}}a_{4}}}-{\frac {{\begin{array}{|c|}\hline 8\\\hline \end{array}}^{\frac {1}{3}}}{3{\sqrt[{3}]{2}}a_{4}}}-{\frac {4a_{2}}{3a_{4}}}\right)-{\frac {\begin{array}{|c|}\hline 3\\\hline \end{array}}{4{\sqrt {\begin{array}{|c|}\hline 4\\\hline \end{array}}}}}\\\hline {\begin{array}{|c|}\hline 3\\\hline \end{array}}\rightarrow -{\frac {a_{3}^{3}}{a_{4}^{3}}}+{\frac {4a_{2}a_{3}}{a_{4}^{2}}}-{\frac {8a_{1}}{a_{4}}}\\\hline {\begin{array}{|c|}\hline 4\\\hline \end{array}}\rightarrow {\frac {a_{3}^{2}}{4a_{4}^{2}}}+{\frac {2^{\frac {1}{3}}{\begin{array}{|c|}\hline 5\\\hline \end{array}}}{3{\begin{array}{|c|}\hline 8\\\hline \end{array}}^{\frac {1}{3}}a_{4}}}+{\frac {{\begin{array}{|c|}\hline 8\\\hline \end{array}}^{\frac {1}{3}}}{3{\sqrt[{3}]{2}}a_{4}}}-{\frac {2a_{2}}{3a_{4}}}\\\hline {\begin{array}{|c|}\hline 5\\\hline \end{array}}\rightarrow a_{2}^{2}-3a_{1}a_{3}+12a_{0}a_{4}\\\hline {\begin{array}{|c|}\hline 6\\\hline \end{array}}\rightarrow 27\left(a_{0}a_{3}^{2}+a_{1}^{2}a_{4}\right)-72\left(a_{0}a_{4}\right)a_{2}-9\left(a_{1}a_{3}\right)a_{2}+2a_{2}^{3}\\\hline {\begin{array}{|c|}\hline 7\\\hline \end{array}}\rightarrow +{\begin{array}{|c|}\hline 6\\\hline \end{array}}^{2}-4{\begin{array}{|c|}\hline 5\\\hline \end{array}}^{3}\\\hline {\begin{array}{|c|}\hline 8\\\hline \end{array}}\rightarrow {\begin{array}{|c|}\hline 6\\\hline \end{array}}+{\sqrt {\begin{array}{|c|}\hline 7\\\hline \end{array}}}\\\hline \end{array}}\end{aligned}}}

## 実際の応用例
- 地球を扁球回転楕円体とみなしたとき、地心直交座標 {\displaystyle (x,y,z)} から地理座標（緯度 {\displaystyle \varphi }、経度 {\displaystyle \lambda }、高度（楕円体高）{\displaystyle h}）への座標換算を行う際に四次方程式が現れる。
- （代数的な解の公式が存在しない）五次方程式の解をレベル5のモジュラー方程式の解を利用する方法により得ようとするプロセスの途中で四次方程式が現れる[2]。

## ガロア群
- S4 対称群（位数 24）
- A4 交代群（位数 12）
- V4 クラインの四元群（位数 4）